# Chris McCullough
Christopher A. McCullough (nascut el 5 de febrer de 1995 a Bronx, Nova York), més conegut com a Chris McCullough, és un jugador de bàsquet estatunidenc. Amb 2,11 metres (6 peus i 11 polzades) d'alçada, juga en la posició d'aler pivot.